# قمة منظمة شانغهاي للتعاون (2012)
عقدت قمة منظمة شانغهاى للتعاون لعام 2012 في الفترة من 6 إلى 7 يونيو 2012 في مدينة بكين في الصين وتعتبر القمة السنوية الثانية عشرة لمنظمة شانغهاى للتعاون.

## روابط خارجية
- الموقع الرسمي